# 岩津松平家
 岩津松平家 （いわつまつだいらけ）とは、室町時代（15世紀）に西三河地方、並びに京畿に進出した松平氏の嫡流。古文書における関係人物の表記で、岩津は岩戸とも表記されている。三河松平氏の宗家2代目当主とされる松平泰親が岩津城（岡崎市岩津町東山（城山））を本拠にしたのに始まる。その後、信光・親長と継承されたが、今川氏の岩津宗家攻撃を受けて衰退し、庶流の安城松平家が三河各地を略取し惣領化した。その後、安城家の庶流である三木松平家の信孝によって岩津領は押領されたという。

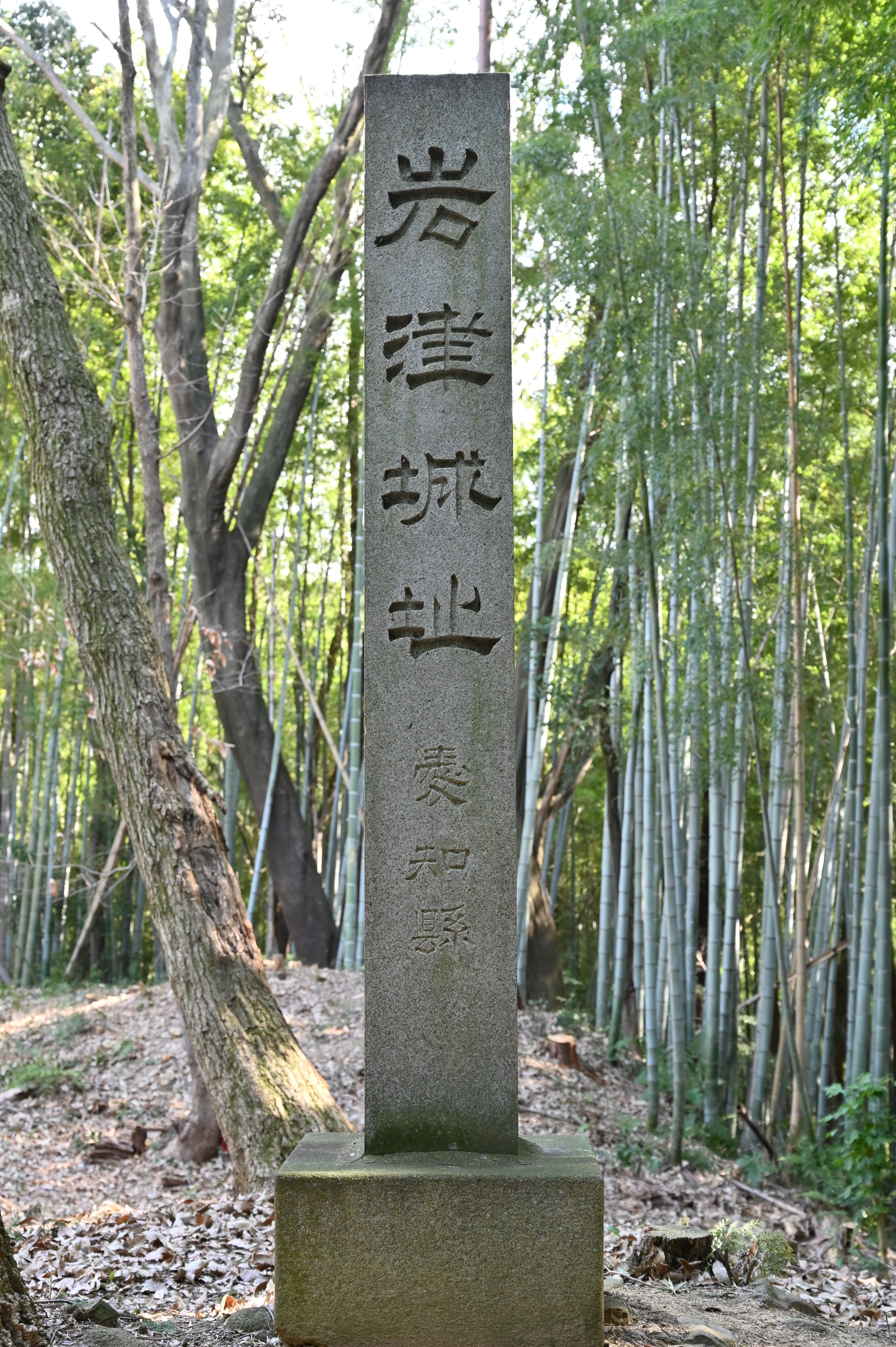
岩津城址の碑（愛知県岡崎市岩津町）

## 岩津松平家の発祥
『三河物語』によれば、松平氏第二代とされる泰親は松平郷を出て岩津の城を強奪し居城としたという。初代親氏の時に討伐して屈服させたという「中山十七名（中山七名とも）」の一つ、加茂郡林添（豊田市林添）の藪田氏の残党が松平党を悩ませていたという。泰親はこれらの勢力を討つべく奧岩戸の岩戸大膳（岩津大膳・中根氏）の岩津の城を夜間に急襲して攻め落とした。岩津大膳は切腹して果て、泰親がこれに移ったという。これらの伝承について、応永28年(1421年)に武力奪取と推定する説や、岡崎市岩津町の若一神社棟札写しの「大檀那松平用金」の在銘が泰親の法名用金（ゆうきん）であることおよびその日付により、この岩津城進出が応永33年（1426年）以前としながらも、この進出は武力ではなく買得によるものと推論する説もある。

## 岩津家宗家時代の発展
二代泰親の代には有徳人としての経済活動で松平氏は力を蓄え、室町幕府の政所執事伊勢氏に仕えて政権中央との関係を結びながら三河国内のみならず京都・近江国にまで活動範囲を広げた。「松平益親、近江国菅浦荘春成公事銭請取状」（菅浦文書）。
泰親の跡は嫡子信光に嗣がれ、第三代信光の頃にはこれら経済活動による買得の地に加え、寛正6年（1465年）の額田郡一揆の鎮圧で有力武士としての存在を示して三河国内に恩賞の地を得るなど、武士的活動で得た所領も含めて各所に一族庶家を分出させた。
一方、信光の嫡子・岩津修理亮親長は文明8年-12年（1476年-1480年）京都で伊勢氏に勤仕した記録が残る。しかしこの急激な発展は、こののち三河国内・外の勢力から反発を受けて攻撃されることになる。すなわち、「明応井田野の合戦」や今川氏が伊勢宗瑞（北条早雲）に松平氏討伐を命じた永正三河の乱の戦いである｡明応の政変後、細川政元派となった中条氏が額田郡一揆の際に細川成之派となっていた松平氏を攻めたと推定され､永正5年（1508年）6月、帰京した足利義材によって遠江守護に復した今川氏は、対立する足利義澄・細川成之派の松平氏を標的にしたとする。

## 明応の井田野合戦
明応2年（1493年）10月13日には三河国加茂郡衣（挙母市）にあった鎌倉幕府以来の名族中条氏が、その被官衆ともいう碧海郡上野（豊田市上郷町）の阿部氏、加茂郡寺部（豊田市寺部町）の鈴木氏、同郡伊保（豊田市保見町）の三宅氏、同郡八草（豊田市八草町）の那須氏らを糾合して松平氏を攻めた。この時、信光嫡男の親長と次男の乗元は在京中であったため、安城家の親忠が松平勢全軍を指揮したとされる。この戦いは、矢作川の上の瀬を渡り井田野（岡崎市）に陣を取った中条勢4000名を安城の親忠勢2000名が迎撃圧倒したのを、更に井口・鴫田から岩津勢が襲撃したため、中条勢は崩れて敗走した（明応井田野合戦）。平野によれば、岩津勢のこの加勢が挟撃となったため中条勢は敗走したと推定する。この戦いの結果、安城の親忠の武名が大いに上がり、三河物語など江戸期以降の諸書は松平氏惣領の立場になったとするが実際は不在の親長等の血縁上の代理であった親忠が、この戦いの勝利で惣領名代になったものではないかとの見方もある。

## 岩津家の衰退
永正5年（1508年）旧暦8月、今川氏親名代の伊勢宗瑞率いる今川軍は大樹寺を本陣として岩津城を攻めた（永正三河の乱）。しかし、「岩津殿」は戦に名のある家来もあって少しも動揺せず、城に敵を近寄せない戦いぶりだったために、今川勢も持てあましたという（『三河物語』）。その間に、岩津への救援軍として安祥城の松平長親が井田野に現れると、これを迎え撃った今川軍だったが、長親の戦いぶりに手を焼いて伊勢宗瑞の本陣への肉薄を許すなど苦戦。さらに戸田氏から背後を襲われることを懸念して、今川軍は撤退したという。（『三河物語』）もっとも、今川軍の主要攻撃目標は嫡流である岩津松平家であったため、岩津落城を果たしたのを契機に宗瑞は兵を引いたのだとも考えられている。この合戦の結果、岩津松平家は著しく衰退したと考えられる。
しかし、京都西京雀森の土地（京都市中京区西ノ京勧学院町付近）を所有していたことから、永正の三河の乱の後も岩津親長はずっと在京していたと見られ、親長のこの土地の所有が判る、「三條宰相中将雑掌宛室町幕府奉行人奉書写（士林証文）」について、その日付の永正17年（1520年）3月9日までには親長は死去とする見方（新行紀一）、あるいはこの日までは生存が確認されるとする平野明夫の見方もある。その後、安城家の松平広忠の代に松平信孝は、死去した弟・鵜殿松平康孝の遺領と共に「岩津殿の遺領」をも押領したという（『三河物語』）。もっとも、信孝の横領事件以後にも弘治4年（1558年）正月に岩津源五光則が三河大樹寺にした寄進（大樹寺寄進状写）記録が残されている。なお光則墓のある大樹寺塔中開花院では「岩津殿」と称す。なお、幕末の幕臣で蝦夷共和国副総裁を務めた松平太郎は岩津松平家の血を引くとされる。

## 岩津家の一族
松平信光は、40人余りの子があったという伝承もあるが、鼠算式に多数の松平庶家、すなわち、守家（竹谷祖）・親忠（安城祖）・與副（形原祖）・光重（大草祖）・光英（宮石）・元芳（五井・深溝祖）・光親（能見祖）・家勝（丸根）・親正（牧内）・親則（長沢祖）の各庶家を分出した（「松平総系図」）。
しかし研究者の考証によれば、守家（竹谷）・与副（形原）・光親（能見）・親正（牧内）・光央（宮石）・光直・右馬之助・算次・中務・親勝（岩津）・算則（岩津）・光算（岩津）・親世（細川）・親光（押鴨）および出家者の昌竜（安穏寺）・燈翁（妙心寺）・唱阿（蓮華院）を加えた17人が信光の子に挙げられている。
さらに、岩津庶子家については、「松平七人の衆」（「貞享年間書上」、松平忠明が幕府提出）というものもある（『譜牒余録』）。
- 松平忠明[21]「貞享年間書上」の記述では、「これを松平の七人衆と言って、岩津殿（岩津太郎）は御惣領なので、これを除けて松平の七人衆というのである。この（岩津殿を含めた）八人より諸々の松平が分かれたというのである」とし、松平氏の宗家は岩津太郎であって、これを除いた以下の七家はすべて、「岩津ノ庶子」としている。

1. 形原又七郎、（形原）、松平紀伊守。
2. 安城二郎三郎、（安城）、御家（徳川家）。
3. 大きう源八郎、（大給）、松平和泉守。
4. 岡崎大膳亮、（大草）、安城出身の松平清康に岡崎を追われる。
5. 竹屋与二郎、（竹谷）、松平玄蕃允。
6. 五井弥九郎、（五井）、松平外記・弥三郎。
7. 長沢源七郎、（長沢）、松平上野介。

| 人 名 | 通 称              | 官 名 等               | 名 称 | 推定所領                              | 備 考 |
| ----- | ------------------ | ---------------------- | ----- | ------------------------------------- | --- |
| 守家  | 源二郎または与二郎 | 左京亮                 | 竹谷  | 宝飯郡竹谷 （蒲郡市竹谷町）           | 文亀元年（1501年）の大樹寺田地寄進状にて故松平左京亮の伊賀塚本の領有とその子とされる竹谷弥七郎の存在が知られる                                                         |
| 乗元  | 源次郎             | 加賀守                 | 大給  | 額田郡大給 （豊田市大内町）           | 諸書は親忠の子とするが、乗元の天文3年（1534年）92歳没から、『三河物語』の大給城を賜った源次郎は『蔭涼軒日録』の1487年-1493年に登場する「松平加賀守」と同一人物とされる |
| 親忠  | 二郎三郎           | 右京亮                 | 安城  | 碧海郡安祥 （安城市安城町）           | 安城松平家初代（徳川氏祖） |
| 與副  | 彦太郎             | 佐渡守・右兵衛尉       | 形原  | 宝飯郡形原 （蒲郡市形原町）           | 額田郡中山領内700貫文の地から50貫文加増で形原に移住という |
| 光重  | 彦六郎             | 紀伊守・入道栄金       | 大草  | 額田郡大草 （幸田町大草）             | のち、旧城主西郷頼嗣の娘を娶り、岡崎城に移住 |
| 光英  | 八郎左衛門尉       | 実名は光央とも         | 宮石  | 額田郡宮石 （岡崎市宮石町）           | |
| 元芳  | 弥三郎             | 大炊介、実名は正則とも | 岩津  | 額田郡岩津 （岡崎市岩津町）           | 額田郡一揆鎮圧の功により、額田郡深溝および宝飯郡五井に所領を得る |
| 親則  | 源七郎             | 備中守                 | 長沢  | 宝飯郡長沢 （豊川市長沢町）           | 一説に岩津から大沼村長沢（豊田市）に移住したとする |
| 光親  | 弥市郎             | 次郎左衛門尉           | 能見  | 額田郡能見 （岡崎市能見町）           | 一説に光親は信光の聟という |
| 家勝  | 源八郎             | 美作守                 | 丸根  | 丸根 （豊田市丸根町？）               | 『寛永諸家系図伝』に信光の子とあり |
| 親正  |                    | 修理亮                 | 牧内  | 碧海郡牧内 （岡崎市大和町・東牧内町） | |

また、文亀元年（1501年）の『丸根家勝等連判禁制』（大樹寺文書）の署名者には、岩津源五光則・岩津大膳入道常蓮・岩津弥九郎長勝・岩津弥四郎信守・岩津八郎五郎親勝・岩津源三算則など「岩津」を称する氏名も多数見られ、系譜関係は明瞭ではないが、当時岩津に居た松平氏一族とされている。

## 岩津家の家臣
『三河物語』によると、三譜代は安城譜代・山中譜代・岡崎譜代であるが、徳川家の譜代家臣を指すので、岩津宗家時代の家臣団は必ずしもこれに当てはまらない。しかし、この時期に所属していた家臣の名は一部伝わっている。泰親の代とされる伝承に、三河細川に配流されていた「藤大納言」と称する人物の帰洛を護衛するために募った諸浪人に、宇津左衛門忠武（大久保氏祖）、成瀬藤蔵、林藤五郎、平岩七之助、天野清助がいたという（『三河海東記』）。
國學院大学の煎本増夫は「岩津譜代」として、以下の各氏を岩津宗家時代の家臣として指摘している。
《酒井氏（松平氏庶流）、大久保氏（称宇都宮流）、林氏（称小笠原流）、成瀬氏（称二条家末）、天野氏、横内氏（高力氏（称三河熊谷氏）惣領）、松永氏》
泰親は親氏とともに大久保氏など流れ者の浪人者を寄せ集め、徐々に三州松平郷を武力で横領の後、松平郷近辺を征服していったとする。これに対して、親氏・泰親までは有徳人としての徳による侵略活動であったと考え、また武装した中世の村と江戸時代の村を同一視できないとして、ならず者によるという武力征服説を否定する見方もある。

## 菩提寺

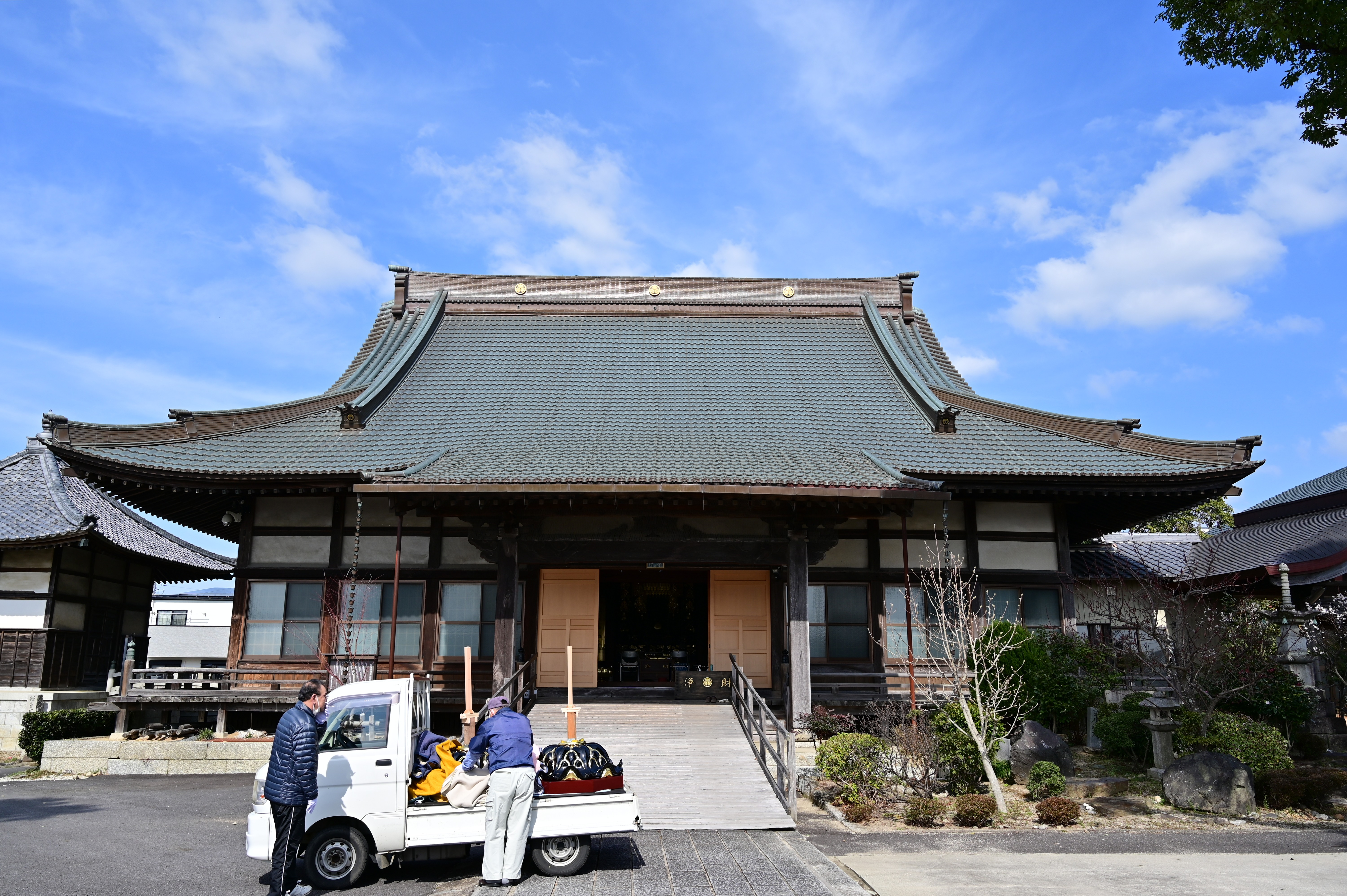
円福寺

岩津松平家の菩提寺は妙心寺（岡崎市岩津町、現在は円福寺）とされている。妙心寺は信光が26歳で早世した子・親則の菩提を弔うために寛正2年（1461年）に創建したもの。なお、妙心寺は文明13年（1481年）に信光明寺に次いで勅願寺となっている（妙心寺は明治5年（1872年）に京都新京極の地（京都市中京区裏寺町）に移転し、入れ替わりに円福寺が妙心寺趾に入って現在に至っている）。